# شيلو مالساوماتولانجا
شيلو مالساوماتولانجا (24 أكتوبر 1984 بميزورام في الهند - ) هو لاعب كرة قدم هندي في مركز جناح ‏. شارك مع منتخب الهند لكرة القدم. أما مع النوادي، فقد لعب مع نادي إيست بنغال ونادي دلهي ديناموس ونادي سالغاوكار ونادي موهون باغان وUnited SC ‏.